# Nouruz

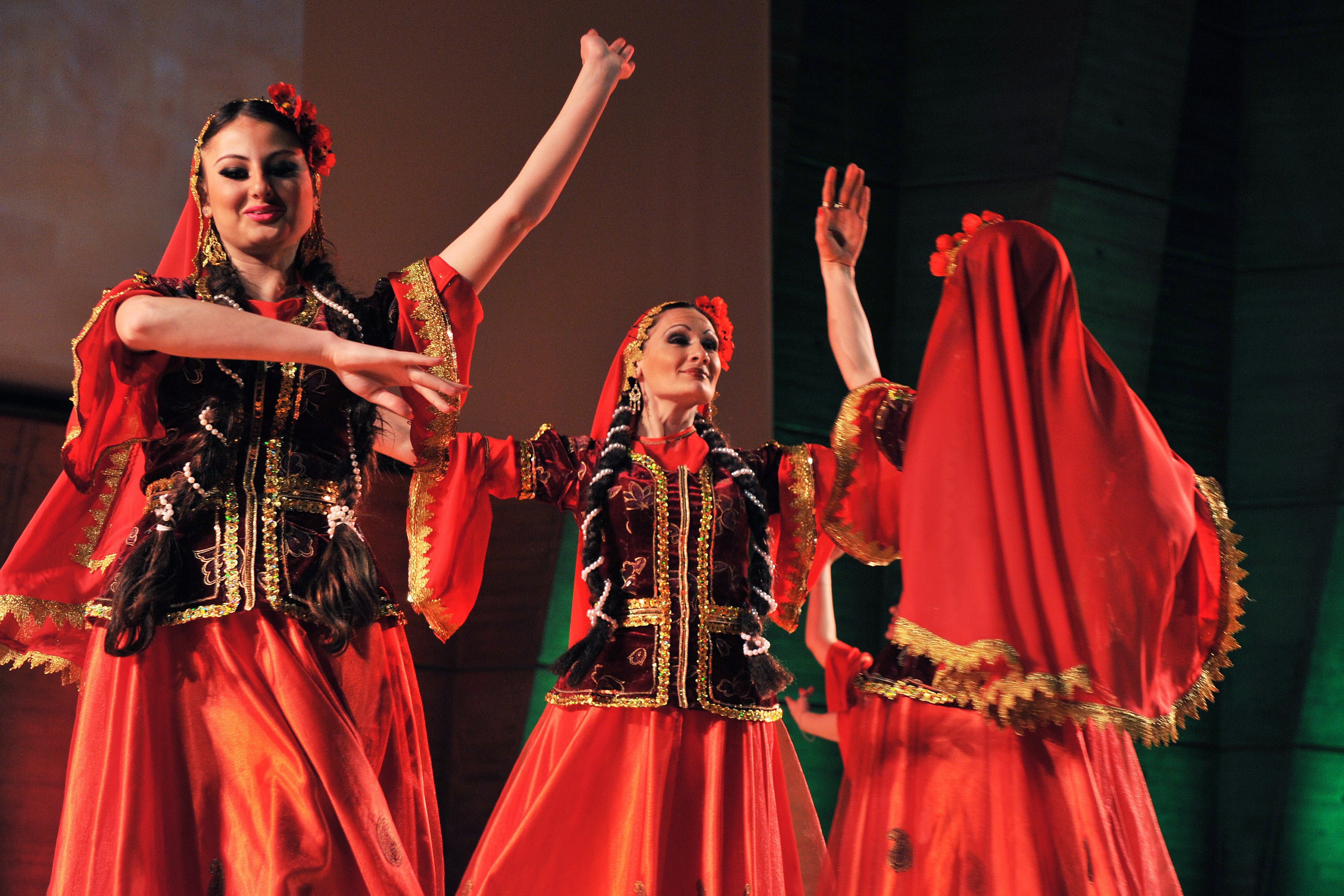
Iransk folkdans på en nyårsfestival i Paris.

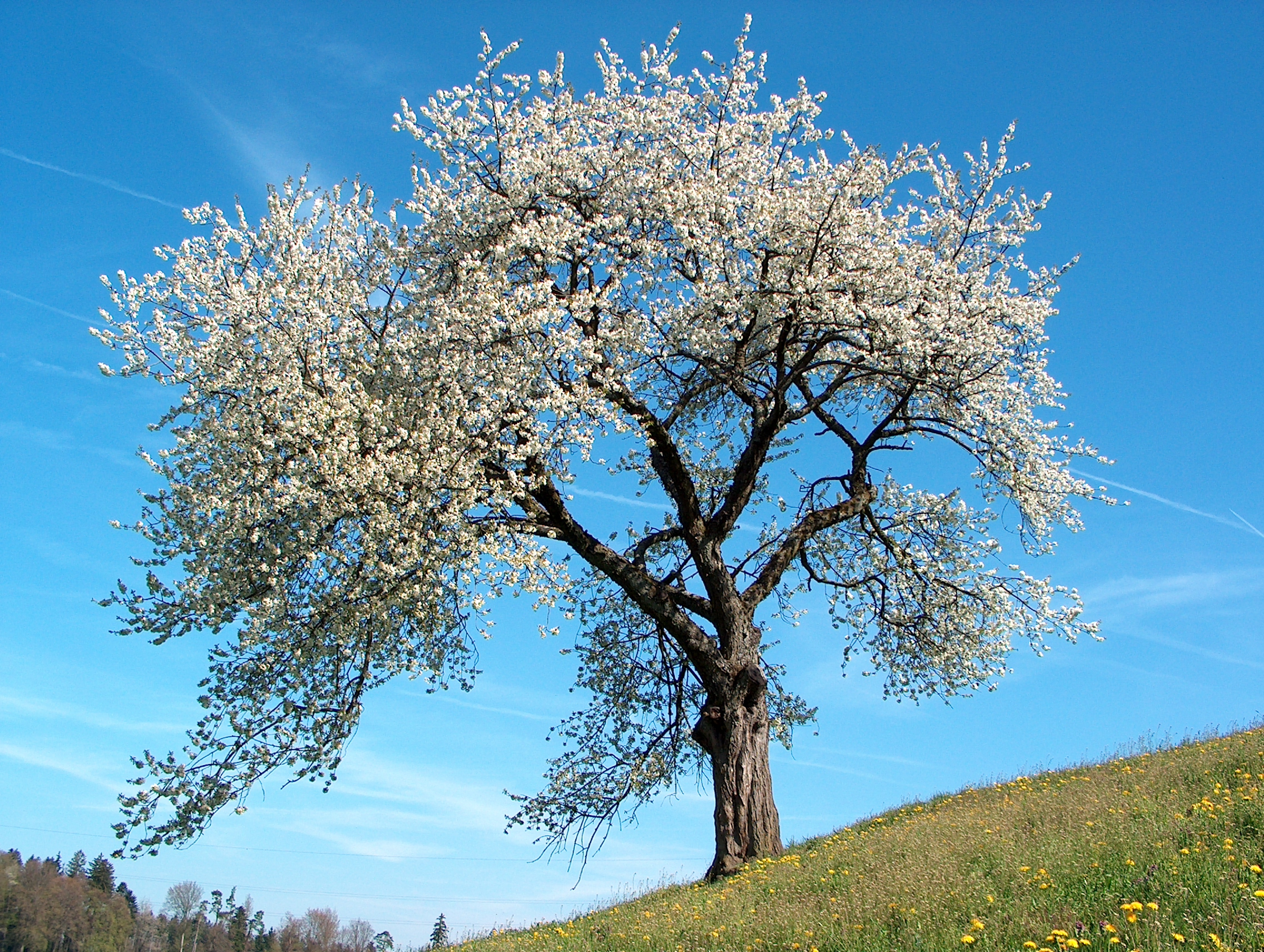
Nouruz symboliserar livets förnyelse och pånyttfödelse.

Nouruz (persiska: نوروز för 'ny dag', translittereras även nowruz) är en högtid som firas för att välkomna våren och solens återkomst av olika iransk- och turkisktalande folk, främst perser, kurder, azerier, balucher, zazaer, tadzjiker, pashtuner, kazaker, kirgiser, uzbeker, turkmener och hazarer. Nouruz brukar även kallas för det "persiska nyåret" eftersom perserna genom årtusenden har varit det kulturbärande folket på den iranska högplatån.
Nouruz infaller på vårdagjämningen och räknas som officiell nyårsdag i Iran, Afghanistan, Kazakstan, Azerbajdzjan, Turkmenistan, Uzbekistan, Tadzjikistan, Kirgizistan och Irakiska Kurdistan.
Nouruz är en sekulär högtid och härstammar från förhistorisk tid. Historiskt sett är den nära förknippad med zoroastrismen som var statsreligion i de persiska rikena under antiken: akemenider, parther och sasanider. För zoroastrier är nouruz en helig dag (gāhānbār). Till de religiösa bekännare som över hela världen firar högtiden hör förutom zoroastrier även kopter, aleviter och bahá'íer.

## Bakgrund
Nouruz infaller den 20 mars, 21 mars eller 22 mars, beroende på solens position över horisonten. Nyårsdagen överensstämmer med den första farvardin i den persiska kalendern. År 2025 sammanfaller med år 2584 enligt Irans kejserliga kalender (Shāhanshāhi), år 3763 enligt zoroastrisk kalender och år 1404 enligt islamisk solkalender som är officiell kalender i dagens Iran och Afghanistan.
Nouruz är den viktigaste högtiden på året för de iranska folken och festligheterna pågår i cirka 18 dagar. Festen inleds tisdagen före nyårsdagen med eldfesten (som beskrivs längre ner).

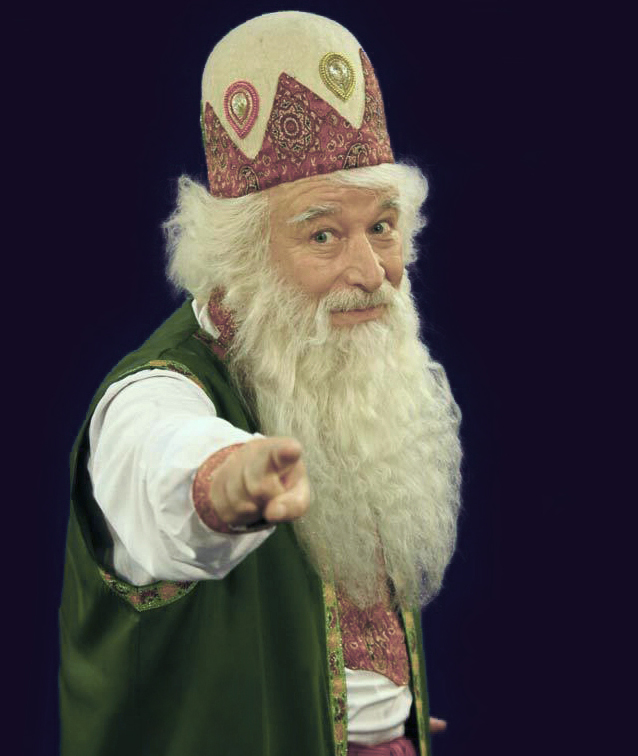
Amu Nouruz är en traditionell karaktär som anländer under eldfesten och ger barnen presenter.

Dagens festligheter har sin bakgrund flera tusen år tillbaka i tiden. Under akemenidertiden brukade man inför nouruz göra tolv pelare av torkad lera som symboliserade årets tolv månader. Ovanpå dessa pelare odlade man sedan tolv olika sädesslag och frön som vete, korn, havre, hirs, ris, ärter och sesam. De sädesslag som växte bäst trodde man skulle ge den bästa skörden under det kommande året. Under nyårsfestligheterna brukade man sedan bära in sädesslagen och strö ut dem på golvet i hemmen och i den kungliga residensen i Persepolis. Under antiken firades nyåret med vin, musik och dans.
Det finns kvarlevor i norra Spanien av det persiska nyårsfirandets eldfest. Den persiske musikologen Zaryab introducerade nouruz på den iberiska halvön redan på 800-talet.

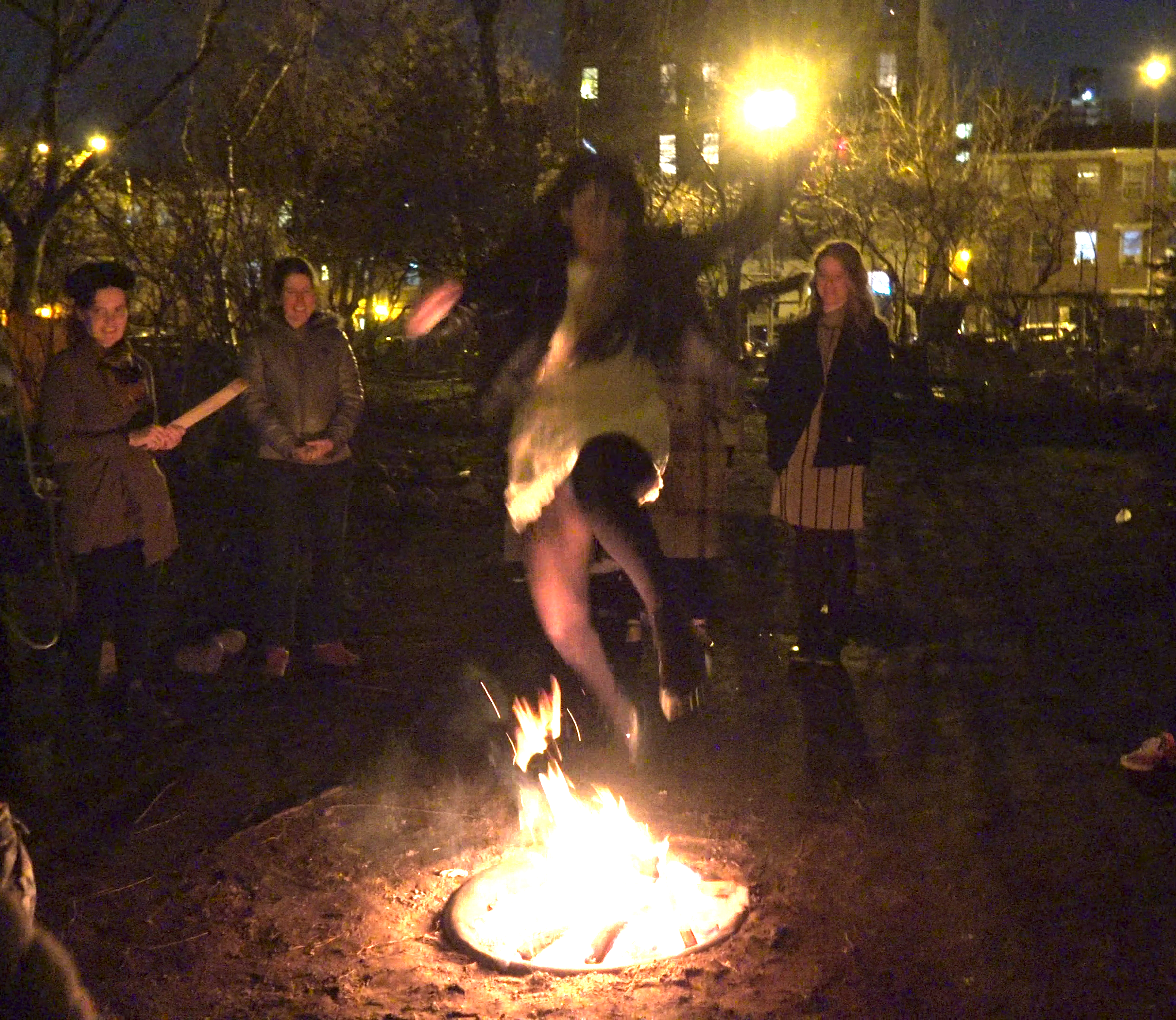
Eldfesten i New York City, 2016.

Nouruz är i dag nationell högtid i staterna Iran, Afghanistan, Tadzjikistan, Pakistan, Uzbekistan och Azerbajdzjan. År 2010 erkände FN:s generalförsamling den 21 mars som "The International Day of Nouruz". Generalförsamlingens text beskriver nouruz som "en vårhögtid av persiskt ursprung som firats i mer än 3 000 år".

## Dagar och traditioner

### Chaharshanbe Suri (Eldfesten)
Eldfesten firas till minnet av de avlidnas själar (fravashier) (jfr Valborg).
På kvällen mot sista onsdagen före nouruz (nyårsdagen) firar man eldfesten (persiska: chaharshanbe suri, ordagrant "röd onsdag") då man tänder brasor och hoppar över små eldar. Det är sed att äta torkade nötter och bär (så kallad âjil-e moshkelgoshâ) och en varm soppa (âsh reshte). Man sjunger till elden och ber om dess värme och färg. Samtidigt som man hoppar över elden sjunger man följande ramsa:
Zardi-ye man az to
Sorkhi-ye to az man!
I fri tolkning:
Min gula nyans [det vill säga min blekhet] ger jag till dig!
Din röda rodnad [det vill säga din glöd och värme] får jag tillbaka av dig!
Ramsans mytologiska innebörd är att elden botar sjukdomar. Vördnaden av ljuset och elden spelar stor roll i zoroastrismen. Av den anledningen hoppar inte iranska zoroastrier över elden, utan de sjunger och dansar kring den.  
Under eldfesten anländer också Amu Nouruz, en traditionell karaktär som har rötter i persisk mytologi. Han ger presenter till barnen och är ett slags motsvarighet till den svenska jultomten.

### Nyårsdukning (Haft sin)

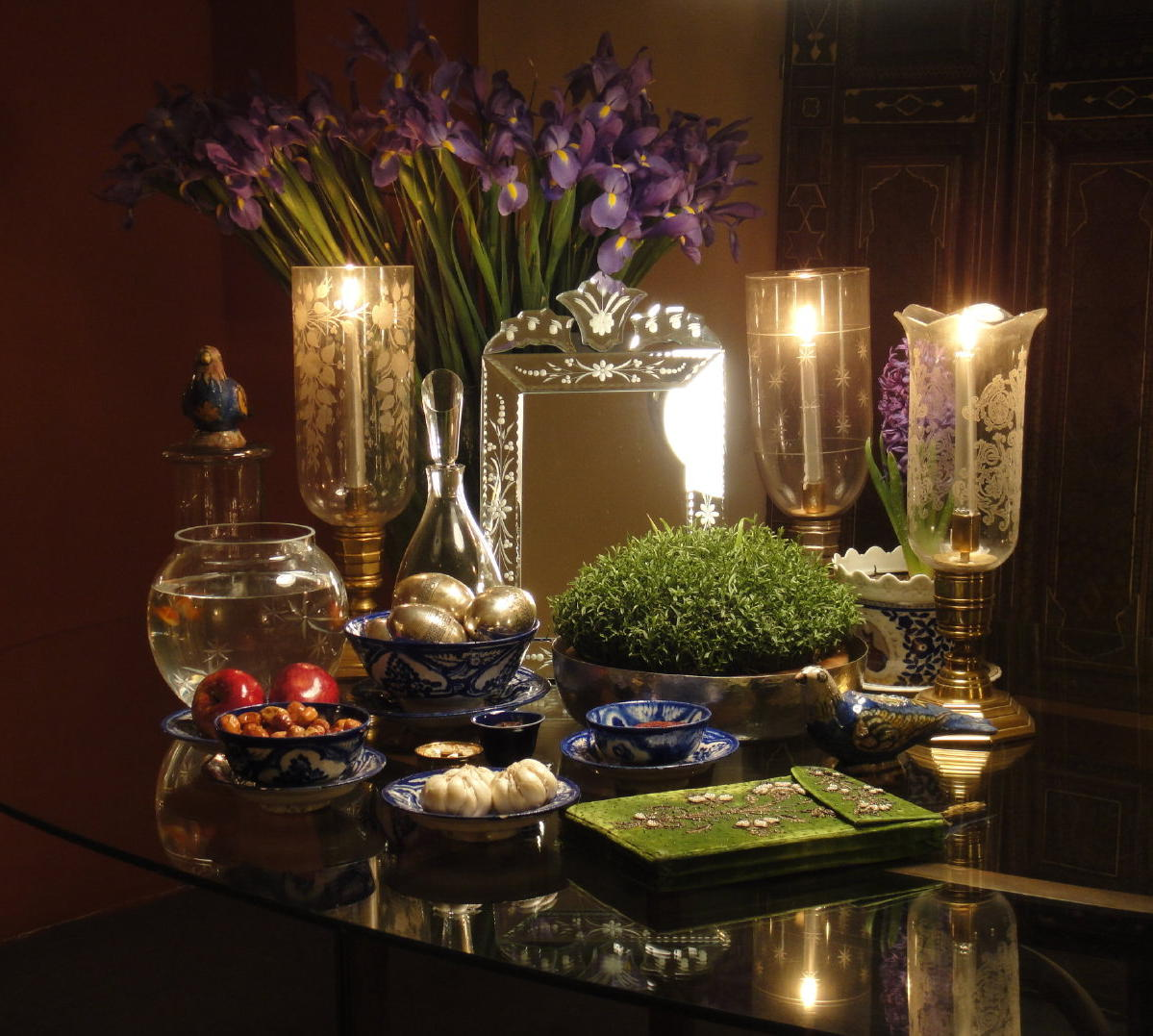
Den traditionella nyårsdukning "haft sin" i Teheran, 2010.

Dagen före nouruz ordnar man den speciella nyårsdukningen. Man brukar duka ett bord eller breda en duk över mjuka persiska mattor på golvet. Det här bordet heter haft sin vilket på persiska betyder "de sju saker som börjar på s". Det som måste finnas på bordet är följande:
1. Senjed - söta stenfrukter från det lilla trädet smalbladig silverbuske, (Elaeagnus angustifolia), ibland också kallat ryskt silverbär, oleaster eller rysk oliv. Frukten symboliserar ödmjukhet i livet.
2. Somâq - en sur krydda som symboliserar att framtida måltider ska smaka gott.[7][8]
3. Sabze - en bricka med groddar av vetekorn, linser eller liknande. Med detta önskar man att det ska bli ett år med god skörd.
4. Sib - ett rött äpple som symboliserar skönhet och hälsa.
5. Samanu - memma som framställs av vetegroddar.
6. Sir - vitlök, en symbol för hälsa och kampen mot sjukdom.
7. Serkeh - vinäger, vilket symboliserar omvandling.

Det bör dessutom finnas:
- Sju olika sorters nötfrukter (så kallade ajil bland zoroatrister även kallat " lork " ).
- En spegel (âyene)
- En diktsamling av poeterna Hafez, Ferdousi eller Zarathustra som symboliserar kontinuiteten i den persiska kulturen.
- Handmålade ägg.
- Irans flagga (färgerna grönt, vitt och rött symboliserar grönska, renhet och kärlek).[9]
- En skål med en levande guldfisk (eller något som symboliserar en guldfisk) som symboliserar liv och rörelse.

### Nyårsdagen (Ruz-e sal-e nou)
Vid nyårsdagen brukar man samlas hos den äldste i familjen och äta nouruz speciella mat som består av fisk (för det mesta sik) med ris som har blandats med dill, persilja, gräslök och färsk vitlök så att riset blir grönt. När det är dags för det nya året, brukar alla i familjen sitta runt "haftsin-bordet". Man brukar läsa dikter ur Hafez' Divan eller ur Ferdousis Shahnameh ('Kungarnas bok'), som av många anses vara Irans nationalepos. 
Det sägs att i samma ögonblick som det nya året börjar, kommer den lilla guldfisken i skålen att sluta simma och bli blickstill för ett ögonblick! När det blir nyår önskar alla varandra Gott nytt år. Sedan ger de äldre presenter eller nytryckta sedlar till de yngre. Det är en sed hos iranier att man ska besöka alla släktingar och vänner vid nyåret. Under de första fem dagarna av nyårsfesten brukar de äldre i släkten stanna hemma och de yngre besöker dessa. Sedan besöker de äldre de yngre. Nyåret är den tid på året då man träffar även dem man inte hinner träffa under resten av året.

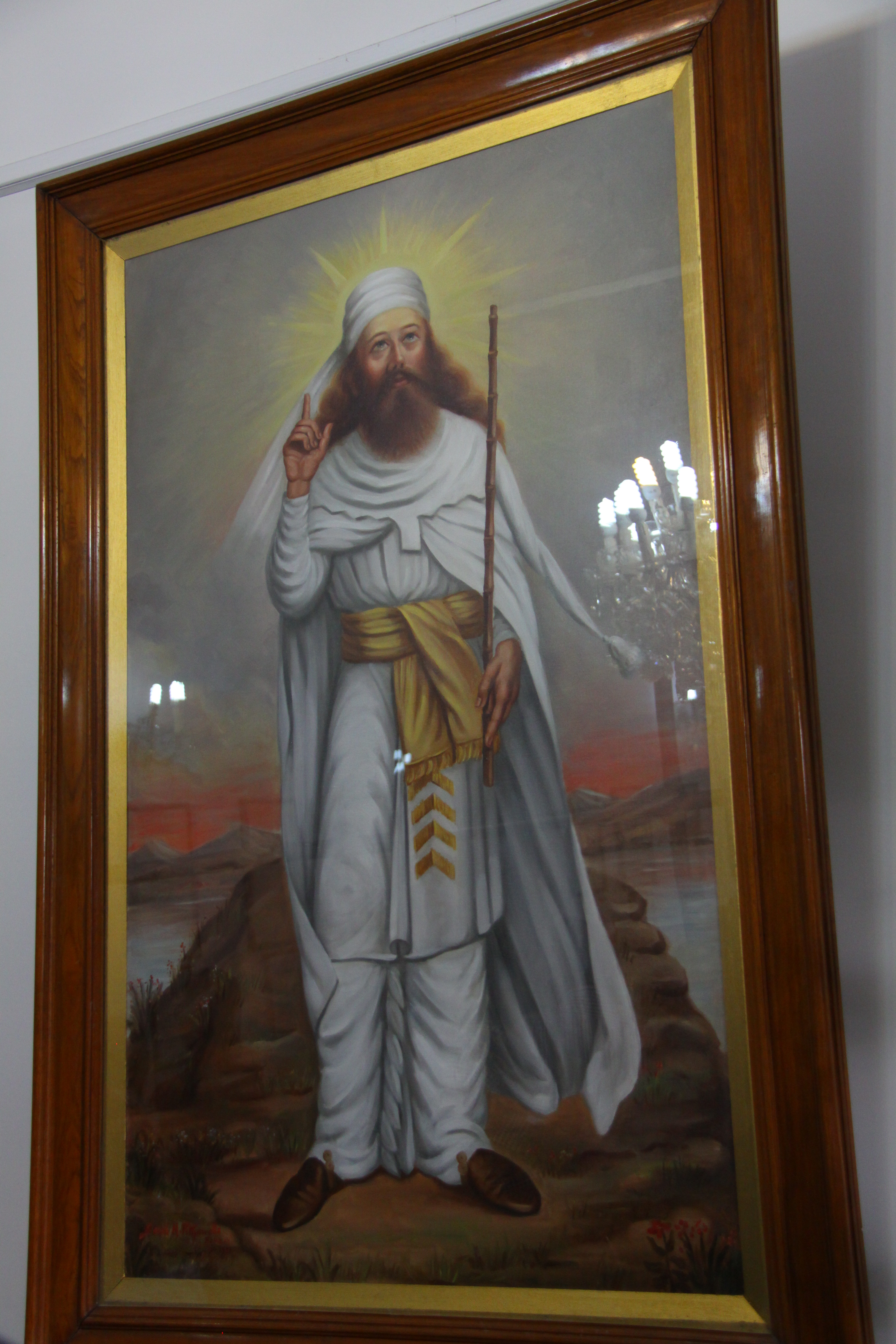
Zarathustra, iransk filosof och diktare, enligt pahlavitradition född den sjätte dagen på det nya året.

### Nyårshälsningen
Den persiska nyårshälsningen lyder nouruz-etân piruz, vilket betyder ungefär "må ert nya år bli lyckobringande". Till denna fras lägger man ofta orden sad sâl beh az in sâlhâ ('må du leva hundratals år bättre än de här som varit').

### Stora nouruz (Nouruz-e bozorg)
Den iranske filosofen och diktaren Zarathustra föddes enligt pahlavitradition den sjätte dagen in på det nya året. Zarathustras födelsedag firas både av zoroastrier över hela världen och av iranier av olika kulturell bakgrund. Högtiden kallas "Stora nyåret" (Nouruz-e bozorg) och sammanfaller alltså med nyårsfestligheterna. Sedan 2019 är Zarathustras födelsedag officiellt inskriven i Irans kalender.

### Trettondagen (Sizdah bedar)
Tretton dagar efter det nya året – det vill säga 2 april – infaller sizdah-bedar (bokstavligen 'bortom trettonde dagen', i överförd bemärkelse ungefär "bortom den trettonde dagens otur") vilket sätter punkt för nyårsfirandet. Denna dag firas ofta med fester i det fria, och gärna med musik och dans. Det förekommer flera lokala och regionala variationer av traditionerna i samband med festligheterna.

## Religiös anknytning

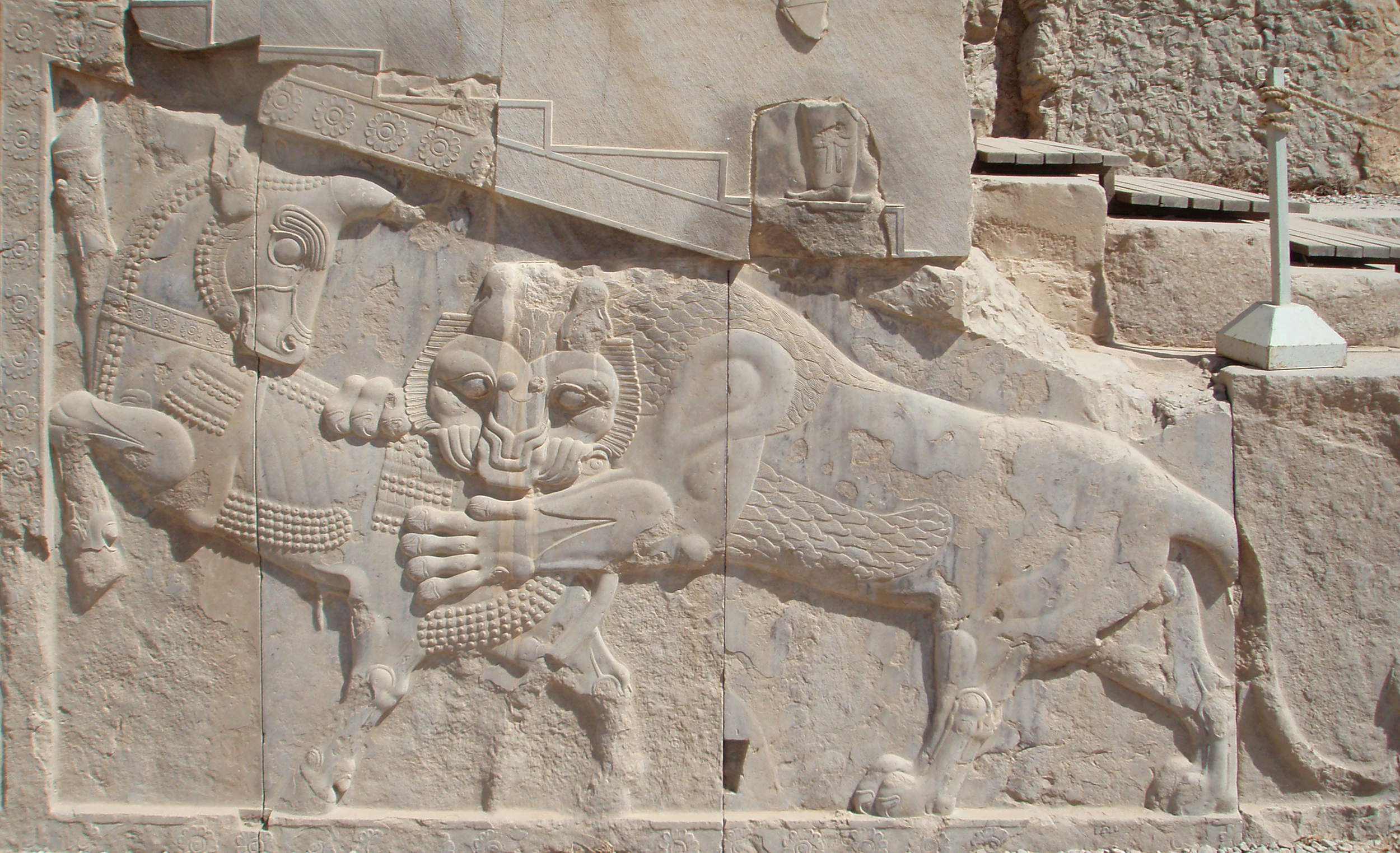
Lejonet (solen) och tjurens (jorden) eviga kamp, palatsrelief i Persepolis, Iran, som symboliserar det zoroastriska nyåret. På vårdagjämningen är de båda djuren jämnstarka.

Nyårsfirandet har sina rötter flera tusen år tillbaka, till tidpunkten för de första ariernas bosättning på den iranska högplatån, och omtalas i forntida iranska myter och legender. Innan Zarathustra hölls högtiden för att helga eldens gudom, Asha Vahishta (Ordibehesht). Enligt den brittiska kännaren av zoroastrismen Mary Boyce, reformerades högtiden av Zarathustra och fick en politisk anknytning när zoroastrismen blev statsreligion och fick en officiellt erkänd särställning i det persiska riket.
I antikens Persien var nouruz ett sätt för zoroastrier att dyrka Ahura Mazda och samtidigt ge en hyllning till livets pånyttfödelse och naturens skapelse. Nouruz har även en särskild religiös anknytning för zoroastrier eftersom profeten Zarathustra föddes den sjätte dagen in på det nya året. 
Den zoroastriska kalendern (som är basis för den officiella kalendern i Iran och Afghanistan) utgår från Zarathustras födelseår.
De sju tingen på nyårsduken symboliserar zoroastrismens himmelsgud Ahura Mazda och dess sex principer amesha spenta: Asha (Sanningen), Vohu Manah (Goda Tanken), Kshathra (Kraften), Armaiti (Hängivenheten), Haurvatat (Fulländningen), Ameretat (Odödligheten). Siffran sju är helig i zoroastriskt tänkande.

## Nouruz i Sverige
Sedan mitten av 1980-talet firas nouruz i ökad skala bland iranier, kurder, azerer, tadzjiker och afghaner och andra grupper i Sverige. I Stockholm hölls eldfesten av tradition på Järvafältet i Rissne där man firade med fyrverkerier, musik och dans. I Göteborg började man ha firandet vid Delsjön men flyttade sedan eldfesten till Heden. Sedan år 2010 arrangerar Riksteatern eldfesten i samarbete med olika iranska, iransk kurdiska och afghanska föreningar i Kungsträdgården eller på Skansen i Stockholm, på Heden i Göteborg samt i Folkets Park i Malmö, i Önsta Gryta i Västerås och sedan 2014 i Tonhallen i Sundsvall.
Nouruz är den största högtiden för alla iranska folk, oavsett religiös eller etnisk grupp, och därför spelar den en viktig roll för samhörigheten mellan de iranska folken och för iransk kultur i Sverige. Det beräknas att mer än 200 000 i Sverige firar högtiden. Eldfesten i Stockholm är den största i sitt slag i världen och samlade 2013 mer än 40 000 personer.
I samband med eldfesten brukar Sverige gästas av iranska musikstjärnor som håller konserter och dansföreställningar. Teveprogrammet Miniatyr sände från och med 1990-talets början programmet "Nouruz – Vårens ankomst", som sedan visades i Kanal Global (före detta Canal 7). 2009 lyckönskade statsminister Fredrik Reinfeldt alla nyårsfirare ett gott nytt år med de persiska orden nouruz piruz i Kanal Global och i en skriftlig kommuniké. Sedan slutet av 2010-talet livesänds Eldfesten i Sveriges Television. 2018 besöktes Eldfesten i Stockholm av statsminister Stefan Löfven och kulturminister Alice Bah Kuhnke som önskade publiken ett gott nytt år.
2023 hölls hölls eldfesten i Stockholm på Avicii Arena där Riksteatern samlade en rad internationella artister, däribland Ebi, Shahin Najafi och Yasmin Levy. Konserten uppmärksammade den politiska situationen i Iran och livesändes den 14 mars i SVT2 och SVT24 under titeln "Eldfesten – A call for freedom".
Många svenska företag, däribland Tele2, Cervera och Posten, uppmärksammar varje åt nouruz genom reklam riktad till nyårsfirare.

## Andra årstidsfester
Sedan urminnes tider har de iranska folken firat sina största högtider vid årstidernas växlingar:
- Nouruz: festen i början av den varma årstiden, det vill säga vid vårdagjämningen, symboliserar livets pånyttfödelse. Förr tog man denna dag ut djuren på bete.
- Tirgan: midsommarfesten är vattnets fest ägnad åt fruktbarhetens gudinna Anahita. Firas även till minne av bågskytten Ârash som under kung Manuchehrs styre fastställde gränslinjen mellan Iran och Turan. Tirgan festival har arrangerats i Solna sedan 2011 med över 30000 besökare per år. [17]
- Mehregan: höst- och skördefesten infaller vid höstdagjämningen. På denna dag skulle man förr ta in sina djur. Firas även till minne av kung Fereyduns seger över tyrannen Zahhak.
- Shab-e Yalda: festen vid vintersolståndet, den persiske guden Mithras födelsedag, symboliserar ljusets födelse.